# Ernesto Winter
Ernesto Winter Blanco (Gijón, 1872/73 - Oviedo, 6 de noviembre de 1936) fue un pedagogo, ingeniero de minas y ensayista español.

## Biografía
Su padre, de origen francés (Alsacia), había recalado en Asturias para trabajar en una empresa de vidrios. Realizó los estudios primarios en Francia, para continuar luego en España. Desde joven se relacionó pronto con los más activos miembros del mundo cultural asturiano. Inició la carrera como arquitecto en la Universidad Central de Madrid donde contactó con algunos miembros de la Institución Libre de Enseñanza como Concepción Arenal (con la que la unía una relación familiar, su hermana estaba casada con el hijo de Concepción Arenal, Fernando García Arenal). En 1895 cambio de carrera para estudiar Ingeniería de Minas en la Universidad de Lieja (Bélgica), donde se licenció en 1901, al tiempo que colaboraba como técnico de laboratorio y en diversas revistas profesionales con ensayos sobre los trabajos en las minas.
En 1922 regresó a España como ingeniero en las minas de Coto Musel en Pola de Laviana (Asturias) hasta 1925. Allí tuvo sus primeros contactos con los sindicatos mineros y comenzó su interés por la pedagogía, colaborando con aquellos trabajadores que eran becados por la Junta de Ampliación de Estudios y que completaban su formación en Barcelona. Mientras tanto continuó publicando en revistas especializadas hasta que, en 1930, fue nombrado director del Orfanato Minero de Oviedo. Durante todo este tiempo viajó por Europa y Estados Unidos, estableciéndose por temporadas en Barcelona, en donde trabajó en dos publicaciones vinculadas a la economía, El Constructor y La Industria Metalúrgica, ambas en vísperas de la Exposición Internacional de 1929, conociendo al mismo tiempo las técnicas en pedagogía que se aplicaban en diversas instituciones relacionadas con la minería.
Tras las elecciones generales de 1936, dimitió como Director, dado que las nuevas autoridades habían pedido su relevo en beneficio de Eleuterio Quintanilla, dirigente anarquista. No obstante, cuando se produce el golpe de Estado que dio inicio a la Guerra Civil, se mantiene en el puesto a la espera de ser relevado. Detenido poco después, es interrogado por el propio coronel Aranda y posteriormente puesto en libertad.
Sin embargo, el 6 de noviembre de 1936, mientras trabajaba en el Orfanato, un grupo de sublevados franquistas lo detuvieron junto a su hijo y los fusilaron en Pando, una parroquia del municipio de Oviedo, junto a las vías del ferrocarril. Su cuerpo fue enterrado en el Cementerio de Ceares.
Entre las obras que escribió, destaca Elogio de la inquietud, de 1922, con prólogo de Fernando de los Ríos.
En el 1990, el Ayuntamiento de Oviedo inauguró una escultura homenaje a este ilustre personaje. La obra llamada "Ernesto Winter Blanco" está ubicada en los  jardines de la Fundación Docente de Mineros Asturianos (avenida Pando), a la ciudad d'Oviedo, i es obra de Pablo Maojo.